# Abdelali Mhamdi
Abdelali Mhamdi ou Abdelali Gluja M'Hamdi (en arabe : عبد العالي جلوجة محمدي), né le 29 novembre 1991 à Marrakech (Maroc), est un footballeur international marocain, évoluant au poste de gardien de but au Wydad AC.

## Biographie

### En club
Ali Mhamdi est formé au Kawkab Marrakech et fait ses débuts professionnels en 2013. Lors de la saison 2013-14, il dispute treize matchs en première division et termine la saison à la troisième place du championnat. Lors de sa deuxième saison professionnelle, il s'impose en tant qu'élément important et participe à 27 matchs de championnat. Il termine sa deuxième saison à la quatorzième place du championnat.
Le 24 juillet 2015, il signe un contrat de quatre saisons à la RS Berkane. Il dispute quatre saisons en tant que titulaire dans le club de Berkane et comptabilise au total 153 matchs en première division. Il remporte la Coupe du Maroc après une séance de penaltys face au Wydad Athletic de Fès. Il parvient à arrêter 3 penaltys et offre le titre à son club respectif. Une saison plus tard, il atteint la finale de la Coupe de la confédération 2018-2019 face au Zamalek Sporting Club, ne parvenant pas à remporter la Coupe à la suite d'une séance de pénaltys ratée face aux Egyptiens (défaite sur séance de penaltys, 3-5).
Le 21 juin 2019, il s'engage pour quatre ans à l'Abha Club.

### En sélection
Le 28 mars 2015, il est sélectionné par Badou Zaki pour prendre part au match amical du Maroc contre l'Uruguay à Agadir.
En 2018, il participe au Championnat d'Afrique des nations de football 2018 et remporte pour la première fois un titre international. Son concurrent Anas Zniti fut titularisé à chaque match.
Le 22 novembre 2021, il figure parmi les 23 sélectionnés de Houcine Ammouta pour prendre part à la Coupe arabe de la FIFA 2021. Le 7 décembre 2021, à l'occasion du troisième match des phases de groupe, il reçoit sa première titularisation lors de cette compétition face à l'Arabie saoudite (victoire, 1-0).

## Palmarès
Kawkab de Marrakech
- Championnat du Maroc de D2 :
  - Champion : 2013

 RS Berkane
- Coupe du Trône :
  - Vainqueur : 2018
- Coupe de la confédération :
  - Finaliste : 2018-19.

 Équipe nationale du Maroc
- Championnat d'Afrique des nations :
  - Vainqueur en 2018.

### Distinctions personnelles
- Membre d'équipe-type du championnat d'Arabie saoudite en 2020